# Kim Andersen (velista)
Kim Andersen (10 agosto 1957) è un dirigente sportivo danese, presidente della Federazione Internazionale della Vela.
Il 13 novembre 2016, a Barcellona, venne eletto Presidente durante la Conferenza Annuale Internazionale della Vela, e sta coprendo il mandato di 4 anni.

## Amministrazione sportiva
Originario della Danimarca, il primo coinvolgimento di Andersen nell'amministrazione della vela è stato della durata di 10 anni, tra il 1992 e il 2002, e riguardava un ruolo nel gruppo amministrativo per la squadra danese olimpionica, ricoprendo il ruolo di manager del gruppo per il Sailing Team Denmark alle Olimpiadi di Sydney. Andersen fu, inoltre, Commodoro della Royal Danish Yacht Club nel 2007 per quattro anni fino al 2011. Diventò un membro del Concilio internazionale della Vela (successivamente ISAF) nel 2000, posizione che ricoprì per 8 anni, fino al 2008. Nel 2004, fu membro della Commissione di Events & Equipment e fu nominato Presidente della Commissione di Equipment nel 2012 – ruolo che ricoprì fino al 2016.
Il 23 settembre 2016 la sua candidatura a Presidente della Federazione Internazionale della Vela fu confermata. Nonostante molti lo considerassero un candidato a sorpresa, la sua campagna poggia su tre solidi principi chiave:
- Mantenere la vela nella Olimpiadi, incrementando la partecipazione e aumentando il pubblico globale.
- Far crescere lo sport in termini geografici, tramite la creazione di un'offerta competitiva per i giovani, a livello globale.
- Aumentare i livelli di trasparenza e di responsabilità nell'amministrazione della Federazione Internazionale.[2]

All'assemblea generale del Congresso Annuale della Federazione Internazionale della Vela, il 13 novembre 2016, Andersen fu ufficialmente eletto battendo il presidente in carica Carlo Croce nel secondo turno di votazioni, avendo eliminato l'altro candidato Paul Henderson nel primo turno. Essendo diventato il primo candidato a battere un presidente in carica nella storia dell'organizzazione, sta coprendo un mandato iniziale della durata di quattro anni come Presidente.

## Esperienza nella vela
La sua esperienza nella vela inizia all'età di 12 anni, navigando su Flipper, Fireball, 470, 505, Flying, Dutchman, Dragon e su barche di design danese quali 101, X79, X99, Luffe 37, vincendo campionati danesi e scandinavi e rappresentando la Danimarca in più di 20 campionati mondiali ed europei.
Fin dal 2007, Andersen è stato un velista fisso nella categoria Dragon in eventi nazionali e internazionali, vincendo tre campionati danesi e scandinavi. Nel 2011, vinse il Campionato Europeo Dragon, nel 2013 arrivò terzo e nel 2016 arrivò sesto.

## Carriera dirigenziale
Andersen ha sviluppato la sua carriera come uomo d'affari internazionale vivendo in quattro Paesi, in Danimarca, Australia, Regno Unito e Germania.
Andersen è stato, precedentemente, amministratore delegato di Rockfon e presidente del consiglio di amministrazione delle filiali nel Regno Unito, Svezia e Polonia, prima di diventare presidente della divisione centrale di Superfos Packaging. Andersen fu promosso a direttore della divisione dei consumatori di Superfos Packaging, dopo essere diventato Presidente e amministratore delegato nel 2001, contemporaneamente alla carica di presidente del consiglio delle filiali in Svezia, Danimarca, Regno Unito, Polonia e Stati Uniti.
Dopo aver lasciato la Superfos, Andersen si unì alla Nordic Property Care e alla Britannia Invest in qualità di direttore, prima di diventare direttore del business per Grontmij Engineering. Ad oggi, Andersen è vicepresidente di MT Højgaard, la più grande azienda di appalti danese e una delle più importanti della Scandanavia.
Dal 2005 al 2008, oltre al suo lavoro negli affari, Andersen è stato membro del consiglio a Kuben (sviluppo edilizio e amministrazione) e presidente del consiglio di Godhavn, un istituto per bambini con disabilità mentali, dal 2007 al 2013. In questo periodo, Andersen supervisionò lo sviluppo dell'istituto da quando era finanziata dal governo a quando poi è diventata un'organizzazione autosufficiente, finanziata dai privati

## Istruzione
Andersen è un qualificato architetto strutturale, avendo studiato presso l'Advanced College of Building Technology di Copenhagen. Ha preso parte a molti corsi di formazione ed educazione manageriale presso l'International Institute for Management Development a Losanna tra il 1990 e il 2017.

## Vita privata
Ad oggi, Andersen vive a Copenhagen con sua moglie, ha una figlia e due nipoti. Oltre che essere un ottimo velista, è un appassionato di golf e di sci. Oltre alla sua lingua nativa, il danese, parla fluentemente anche l'inglese e il tedesco.